# NGC 6493
NGC 6493 је спирална галаксија у сазвежђу Змај која се налази на NGC листи објеката дубоког неба.
Деклинација објекта је + 61° 33' 34" а ректасцензија 17h 50m 22,5s. Привидна величина (магнитуда) објекта NGC 6493 износи 14,5 а фотографска магнитуда 15,2. NGC 6493 је још познат и под ознакама UGC 11011, MCG 10-25-105, CGCG 300-84, PGC 60961.